# 林由里子
林 由里子（はやし ゆりこ、1979年12月24日 - ）は、元テレビ宮崎アナウンサー。茨城県北相馬郡藤代町（現:取手市）出身。タレントユニオン所属。
学習院女子大学卒業後、テレビ宮崎に入社、2006年12月31日にテレビ宮崎を退社。
その後は拠点を広島に移し、2008年4月からは『夜型人間』のレギュラーメンバーに選ばれたが、同年9月26日で番組を卒業。その後、同番組の最終回で東京に拠点を移し、結婚・出産をしたことを2010年3月19日放送分で報告された。

## 出演番組

### アナウンサー時代
- HOT WAVE（UMK）
- 週刊スポーツ宮崎（UMK）

### フリー後
- 夜型人間（TSS、2008年4月18日 - 9月26日）
- ひろしま満点ママ!!（TSS、時期不明）
- デジ生!バなな調査団（TSS、2008年1月16日 - 3月19日）